# Битва на Платт-Бридж
Битва на Платт-Бридж — битва на мосту через «Платт», также называемого боевым постом у моста Платт, 26 июля 1865 года была кульминацией летнего наступления индейцев против армии США.
В мае и июне индейцы совершали набеги на форпосты армии и станции дилижансов на обширной полосе Вайоминга и Монтаны.
В июле они собрали большую армию, которая, по оценкам Шайенского воина, насчитывала 3000 воинов, и спустились на Платт-Бридж.
Мост через реку Норт-Платт, неподалёку от современного города Каспер, штат Вайоминг, охраняли 120 солдат.
В бою у моста, а также против обоза, охраняемого 28 солдатами в нескольких милях отсюда, индейцы убили 29 солдат, в то время как по меньшей мере восемь погибли.

## Ход битвы

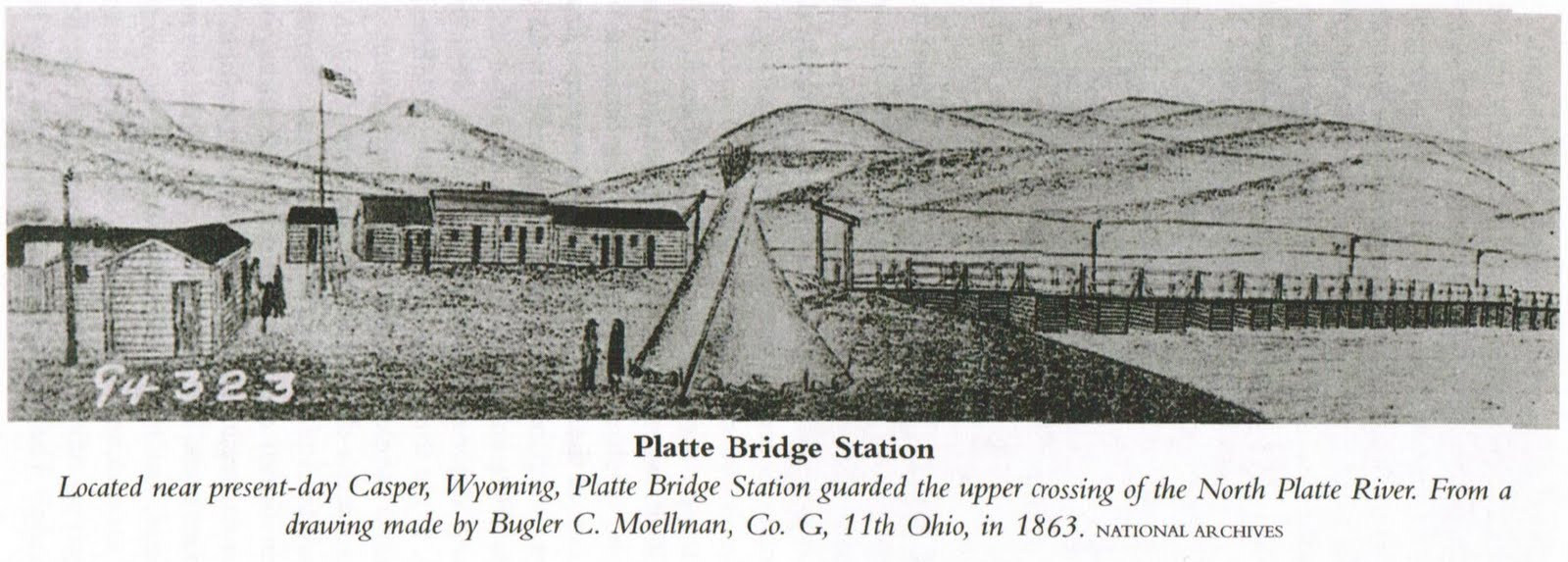
Платт-Бридж и пост на Платт Бридж.

Племена индейцев Великих равнин были возмущены резней в Санд-крике на территории Колорадо, совершенной Чивингтоном в ноябре 1864 года и это послужило катализатором восстания среди них.
Около 4000 воинов из племени индейцев Брюле народности Лакота, южных шайеннов, и на юге Арапахо, в том числе около 1000 воинов, двинулись на север из Колорадо и Канзаса, чтобы присоединиться к своим северным родственникам в
Также в 1865 году враждебность индейцев вспыхнула на равнинах Великих равнин. В ответ войска армии Союза, а также волонтеры США, которые дислоцировались в Платт-Бридж и на других участках вдоль трассы.
Как военная сила, у индейцев были серьёзные слабости. «Только в середине лета и начале зимы они могли собрать большую силу, и даже тогда они не могли удерживать своих воинов вместе дольше недели или десяти дней.»

### Внешние ссылки
- Ellis Hein. The Battles of Platte Bridge Station and Red Buttes..